# Melas Fossae
Le Melas Fossae sono una struttura geologica della superficie di Marte.